# Sybra chamorro
Sybra chamorro là một loài bọ cánh cứng trong họ Cerambycidae.